# Porträt der Königin Elisabeth II.
Porträt der Königin Elisabeth II., auch HM Queen Elizabeth II., ist ein Bild des britischen Malers Lucian Freud, das er 2001 gemalt hat. Dargestellt ist die englische Königin Elisabeth II. im Alter von 75 Jahren.

## Geschichte
Das Bildnis Elisabeths II. ist kein Auftragswerk. Freud hatte in einer Anfrage an die Königin gebeten, sie malen zu dürfen und eine positive Antwort erhalten. Laut Paul Moorhouse, der die Jubiläumsausstellung zum Anlass ihrer Thronbesteigung in der National Portrait Gallery kuratiert hat, lehnt die Königin nur selten eine derartige Anfrage ab: „Sie betrachtete es nicht nur als ihre Aufgabe, Modell zu sitzen – sie akzeptiert auch jedes fertige Bild, urteilt nicht darüber und kommentiert es nicht.“

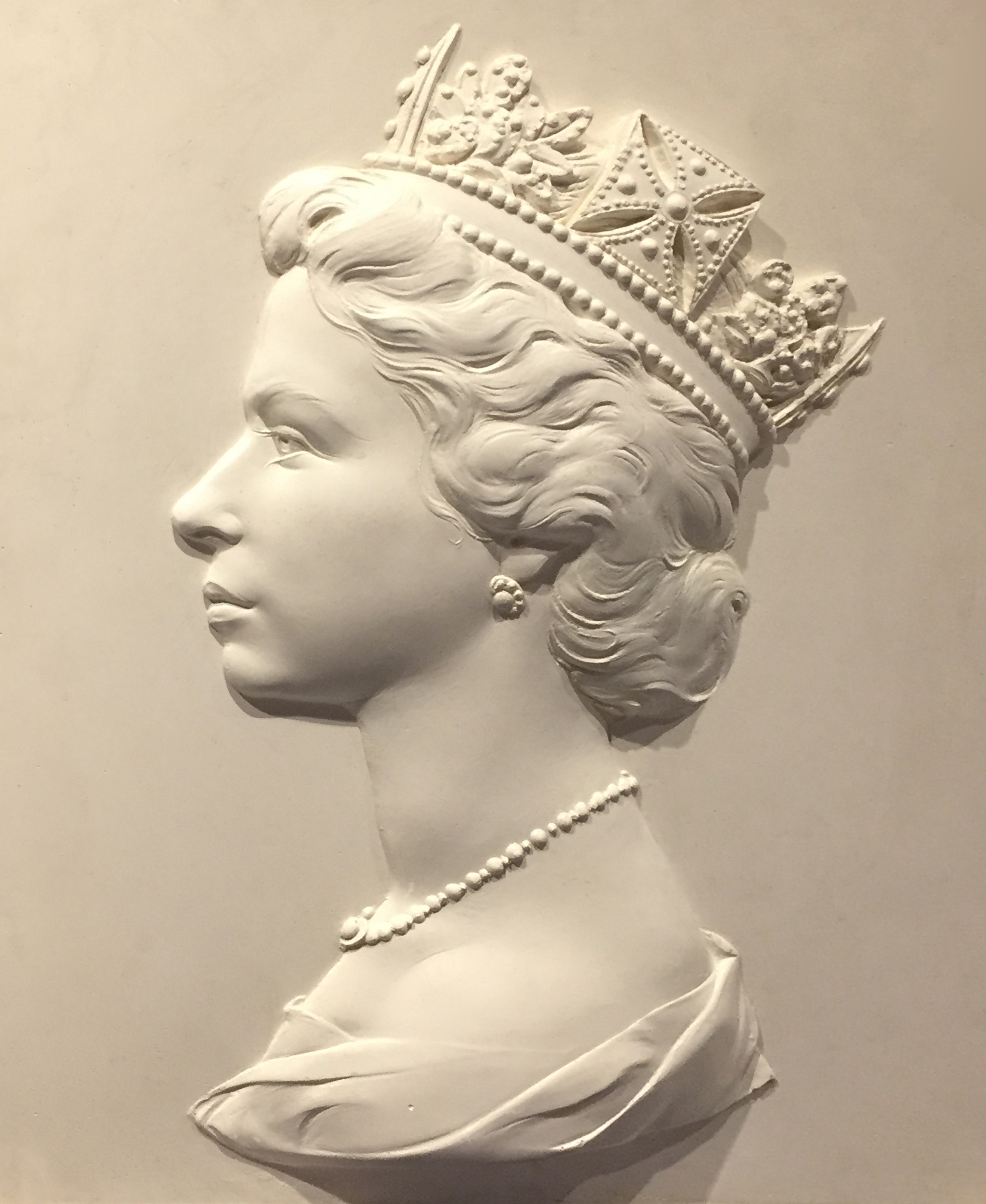
Elizabeth II. mit dem Diamond Diadem, Modell für eine Briefmarkenserie der Britischen Post

Die Sitzungen fanden zwischen Mai 2000 und Dezember 2001 statt. Freud plante zunächst ein Bildformat von 20 cm Höhe, entschloss sich dann aber, das Porträt um das Diamond Diadem (George IV State Diadem) zu ergänzen, „um die Figur unmittelbarer erkennbar zu machen“ – die Königin ist mit dem Diadem auf den britischen Banknoten und auf vielen Briefmarken des Commonwealth dargestellt – und verlängerte das Bild oben um 3,5 cm. Freud erhielt für sein Bild kein Honorar. Der Entstehungsprozess des Bildes wurde von Freuds Assistent David Dawson in einer Fotoserie festgehalten.
Freuds Bild und eine der Fotografien Dawsons gingen als Geschenke an die Königin und sind heute Bestandteil der Royal Collection. Öffentlich gezeigt wurde das Bild 2002 in der Ausstellung The Queen: Art and Image in der National Portrait Gallery als eines von 60 Bildern – eins für jedes Jahr ihrer Regentschaft – sowie im Anschluss daran im National Museum in Cardiff.

## Beschreibung
Freud stellt die Königin als Kopfbild in der Art eines Closeup dar: Am unteren Rand sind Schultern und Hals angeschnitten, ebenso wie auf den beiden Seiten die graue Lockenfrisur und die Krone auf dem Kopf. Sie trägt ein blaues Jackett, eine Perlenkette und Perlenohrringe. Bekrönt ist sie mit einem Diadem, das ebenfalls angeschnitten ist. Elisabeth trug diese Krone 1953 auf ihrer feierlichen Prozession zur Krönung und trug sie in jedem Jahr zur Eröffnung der Sitzungsperiode des Parlaments. Die Diamanten des Diadems haben ein Gewicht von insgesamt 320 Carat. Dekoriert ist die Krone mit dem Georgskreuz und den Symbolen für Wales, Schottland und England (Kleeblatt, Distel und Rose).

## Kommentare in der Presse
Das Porträt rief empörte Kritiken in der britischen Boulevard-Presse hervor. The Sun nannte es „a travesty“ (eine Travestie). Der Herausgeber des Daily Mirror befand, man hätte sich das Bild sparen und stattdessen lieber eine der Puppen aus der Satire-Show Spitting Image verwendet. Der auf die Royals spezialisierte Fotograf der Sun, Arthur Edwards, war der Meinung, das Bild gehöre ins WC (kharzi) und Freud solle im Tower eingesperrt werden.
Robert Simon, der Herausgeber des British Art Journal, sagte, sie sehe aus wie einer der königlichen Corgis, der einen Hieb erhalten habe. Differenzierter fielen die Kommentare in der Fachpresse und den Feuilletons der überregionalen Presse aus.